# Nacionalni park Denali
Nacionalni park Denali (eng. Denali National Park) jedan je od 58 nacionalnih parkova smještenih u Sjedinjenim Američkim Državama.

## Zemljopisni položaj
Smješten je u unutrašnjosti američke savezne države Aljaska, a u sastavu Nacionalnog parka Denali, kao najveća atrakcija, nalazi se 6.194 m visoka planina Mount McKinley koja je najviša sjevernoamerička planina. U neposrednoj blizini parka smješten je maleni gradić Healy. Ukupna površina parka iznosi 24.585,09 km četvornih, a sastoji se od brojnih planinskih vrhova, jezera, rijeka, potoka i ledenjaka.
Kroz park se, do rudnika i zračne luke Kantishna na zapadnom dijelu parka, proteže 146 km duga cesta kojom se olakšava pristup samom parku. Smjer protezanja ove ceste je istok - zapad. Samo mali dio ceste je asfaltiran, jer stalni ciklusi smrzavanja i odmrzavanja cesti nanose veliku štetu što zahtjeva ogromne troškove održavanja. Prvih 24 km ceste je dustupno privatnim automobilima, a nakon toga posjetitelji prelaze u iznajmljene autobuse koji ih voze do unutrašnjosti Nacionalnog parka Denali. Od pristupnog centra do jezera Wonder može se doći za oko 6 sati vožnje.

## Naziv
Naziv Denali na materinjem jeziku naroda Athabaskan znači velik a odnosi se na planinu Mount McKinley. Ovaj potonji, današnji naziv planini dao je istraživač William A. Dickey po 25. američkom predsjedniku Williamu McKinleyju (1897. – 1901.), iako McKinley nije imao nikakve veze ni s planinom ni s ovim područjem.

## Povijest
Ostaci sela, ribarskih kampova i brojnih staza koje su pronašli istraživači početkom 20. stoljeća, svjedoče da je narod Athabaskan kroz dugačku povijest nazočan na ovom području. Arheološkim istraživanjima u malim kampovima su pronađeni dokazi da su se starosjedioci bavili raznim prastarim zanimanjima. Pronađene su razne alatke koje su proizvodili lovci ovog naroda i ponekad kao neupotrebljive odbacivali. Često je bilo teško odrediti točan period iz kojeg ti pronalasci potječu. Jedan od najstarijih ovakvih pronađenih lokaliteta, Dry Creek, nalazi se izvan granica parka. Kosti velikih sisavaca iz doba pleistocena, poput jelena ili bizona, pronađene u Dry Creeku, izvan svake sumnje dokazuju da su ove vrste životinja, koje su kasnije izumrle na Aljaski, ubili ti drevni lovci. Najstarija pronađena kultura u Dry Creeku stara je barem 12.000 godina.
Poprilično velika kolekcija pronađenih lokaliteta daje sve jasniju sliku tko je, kad i kako živio u ovom području. Tisućama godina prije bogati su pašnjaci bili nastanjeni mamutima. Prije oko 11.000 do 13.500 godina, travnjaci su počeli nestajati ali je počelo rasti nisko grmlje. U to vrijeme ovo područje nije u toliko velikoj mjeri bilo prekriveno ledom.
Od 187 povijesnih lokaliteta koji su najbolje svejdočanstvo o povijesti Denali parka, u 84 su pronađeni pretpovijesni predmeti. Najpoznatija plemena Athabaskansa su Koyukon, Dena'ina, Athna, Kolchan, Tanana.
Najveći se priliv ljudi u ovo područje zbio početkom 20. stoljeća za vrijeme zlatne groznice. Početkom ljeta 1905. godine dva istraživača, Quigley Joe i Jack Rog, u Glacier Creeku su pronašli zlato čije je iskapanje moglo biti ekonomski isplativo. Sljedećih nekoliko mjeseci u Kantishnu dolazi nekoliko tisuća tragača za zlatom, ali tijekom ljeta i jeseni iscrpljene su lako dostupne količine zlata pa je samo 50 ljudi tu dočekalo zimu.
Jedan od glavnih razloga zbog kojeg je ovo područje 26. veljače 1917. godine proglašeno nacionalnim parkom je planinarenje. Mnoge povijesne zgrade smještene uzduž ceste datiraju iz prvih dvadesetak godina nakon osnutka parka. Neke od koliba, prvotno izgrađene kao kampovi tijekom gradnje ceste (1923. – 1938.), kasnije su služile kao kolibe čuvara parka. Daljnja istraživanja i terenski rad arheologa i povjesničara otkrivaju nove detalje iz burne povijesti ovog područja.

## Klima
Zbog blizine Arktičkog kruga, zime u Nacionalnom parku Denali su duge, oštre i hladne, proljeće kratko, ljeto umjereno i kišovitije od ostatka godine, a već početkom jeseni temperatura se spušta ispod ništice.
| Klimatološki srednjaci za Nacionalni park Denali           | Klimatološki srednjaci za Nacionalni park Denali | Klimatološki srednjaci za Nacionalni park Denali | Klimatološki srednjaci za Nacionalni park Denali | Klimatološki srednjaci za Nacionalni park Denali | Klimatološki srednjaci za Nacionalni park Denali | Klimatološki srednjaci za Nacionalni park Denali | Klimatološki srednjaci za Nacionalni park Denali | Klimatološki srednjaci za Nacionalni park Denali | Klimatološki srednjaci za Nacionalni park Denali | Klimatološki srednjaci za Nacionalni park Denali | Klimatološki srednjaci za Nacionalni park Denali | Klimatološki srednjaci za Nacionalni park Denali | Klimatološki srednjaci za Nacionalni park Denali |
| mjesec                                                     | sij                                              | velj                                             | ožu                                              | tra                                              | svi                                              | lip                                              | srp                                              | kol                                              | ruj                                              | lis                                              | stu                                              | pro                                              | godina                                           |
| ---------------------------------------------------------- | ------------------------------------------------ | ------------------------------------------------ | ------------------------------------------------ | ------------------------------------------------ | ------------------------------------------------ | ------------------------------------------------ | ------------------------------------------------ | ------------------------------------------------ | ------------------------------------------------ | ------------------------------------------------ | ------------------------------------------------ | ------------------------------------------------ | ------------------------------------------------ |
| srednji maksimum, °C                                       | −12,1                                            | −9,7                                             | −3,5                                             | 3,3                                              | 11,7                                             | 17,5                                             | 19,3                                             | 16,6                                             | 10,6                                             | −0,1                                             | −8,4                                             | −11,2                                            | 2,8                                              |
| srednja dnevna temperatura, °C                             | −17,1                                            | −15,5                                            | −10,4                                            | −3,1                                             | 5,0                                              | 10,6                                             | 12,5                                             | 10,2                                             | 4,7                                              | −5,2                                             | −13,3                                            | −16,1                                            | −3,1                                             |
| srednji minimum, °C                                        | −22,1                                            | −21,1                                            | −17,3                                            | −9,7                                             | −1,7                                             | 3,6                                              | 5,6                                              | 3,8                                              | −1,1                                             | −10,4                                            | −18,2                                            | −21,0                                            | −9,1                                             |
| oborine, mm                                                | 19,0                                             | 14,9                                             | 12,3                                             | 14,2                                             | 14,6                                             | 62,2                                             | 71,9                                             | 61,3                                             | 37,1                                             | 26,4                                             | 16,7                                             | 16,7                                             | 368,2                                            |
| Izvor: Worldclimate.com, podaci za razdoblje 1925. – 1995. |                                                  |                                                  |                                                  |                                                  |                                                  |                                                  |                                                  |                                                  |                                                  |                                                  |                                                  |                                                  |                                                  |

## Biljni svijet
Aljaska se nalazi na raskrižju između Azije i Sjeverne Amerike. Tijekom posljednja dva milijuna godina, ovo područje je uglavnom bilo povezano s biljnim svijetom sjeveroistočne Azije ali ne i Sjeverne Amerike. Uzrok tome je bilo periodično stvaranje kilometrima dugačkog kontinentalnog ledenog mosta, koji je prekrivao većinu Kanade i sjever kontinentalnog dijela Amerike te na taj način u više navrata tijekom tog vremenskog razdoblja odvajao Aljasku od Sjeverne Amerike. Istovremeno su se Beringovim prolazom biljke i životinje sjeverne Azije širile u područje Aljaske. Iz tog razloga na Aljaski postoje mnoge biljne vrste koje se može naći i u Aziji, ali u ostatku Sjeverne Amerike ih nema. Takve biljke se nazivaju Beringske endemične biljne vrste, a pojavljuju se samo unutar velikog područja koje je tijekom pleistoncenskog širenja leda bilo bez leda.
U Nacionalnom parku Denali raste oko 1.500 različitih vaskularnih vrsta biljaka, kao i mnoge vrste mahovine, lišajeva, gljiva ili algi. U parku uspijevaju samo one biljne vrste koje su se mogle prilagoditi surovim i dugim arktičkim zimskim uvjetima i kratkim, za razmnožavanje povoljnim toplijim danima. Većinu parka prekriva ledeni sloj a onaj plodniji sloj zemlje potreban za život biljaka je vrlo tanak. Nakon što su se prije 10.000 do 14.000 godina povukli kontinentalni ledenjaci, trebalo je više stotina godina za stvaranje plodnog tla i ponovni rast vegetacije.

## Životinjski svijet
Denali je poznat po svojoj raznolikosti životinjskog svijeta. U parku obitava 39 vrsta sisavaca, 167 vrsta ptica od kojih je najveći orao, 10 vrsta riba i samo jedna vrsta vodozemaca. Postojanje bilo koje vrste gmazova nije nikad zabilježeno. Neki od većih sisavaca nastanjenih u Nacionalnom parku Denali su medvjedi, grizliji, vukovi, losovi ili karibui. Način je života životinja u parku uvjetovan dijelom sezone. Zima je najduže godišnje doba a životinje su dobro prilagođene životu u takvim arktičkim uvjetima. Tijekom kratkog proljeća u park se vraća preko 80% ptica selica, medvjedi se bude iz zimskog sna, a razna divljač povećava svoje aktivnosti. Ljeto je vrijeme za podizanje mladih i pripreme za migraciju, zimski san i preživljavanje tijekom zime. Ljeto također donosi najezdu kukaca, uključujući i komarce. U kasno se ljeto brojni lososi kreću uzvodno do potočnih staništa gdje se mrijeste, razmnožavaju i na koncu ugibaju. Početkom jeseni, kad počinju migracije ptica selica, losovi okupljaju ženke i počinju s parenjem. Migracije lososa privlače velik broj medvjeda koji koriste ovaj prirodni proces da bi pred zimski san i razdoblje hibernacije lovom i hranjenjem napunili rezerve sala prijeko potrebnog za preživljavanje duge i oštre zime.

## Znamenitosti
Danas je Nacionalni park Denali vrlo posjećen. Posjećuju ga brojni znatiželjnici, avanturisti, ribiči i planinari. Prema podacima iz 2005. godine Uprava parka je zabilježila 1.178.745 posjetitelja. Do parka je moguće doći dijelom privatnim automobilima a dijelom iznajmljenim autobusima ili manjim avionima koji slijeću u malu zračnu luku Kantishna

Neki od posjetiteljima najatraktivnjih lokaliteta su:

- Mount McKinley -
- Ledenjaci Peters, Muldrow, Traleika, Ruth i Kahiltna
- Wonder Lake
- Tolkat river
- Northern lights theatre - Muzej u kojem su izložene 17 godina prikupljane fotogragije polarne svjetlosti Aurora Borealis.

## Galerija
- Snijegom pokrivena cesta kroz Denali
- Panorama Nacionalnog Parka Denali
- Planina McKinley
- Grizli
- Lovačka koliba
- Rijeka Toklat
- Wonder Lake
- Crvena planina iz centra za posjetitelje

## Vanjske poveznice
- Denali National Park (eng.)  Arhivirana inačica izvorne stranice od 20. listopada 2009. (Wayback Machine)
- Javno - Najhladnija planina na svijetu  Arhivirana inačica izvorne stranice od 28. ožujka 2009. (Wayback Machine)
- Native Plant Revegetation (eng. PDF)  Arhivirana inačica izvorne stranice od 6. svibnja 2009. (Wayback Machine)

## Ostali projekti
|  | Zajednički poslužitelj ima stranicu o temi Nacionalni park Denali    |
|  | Zajednički poslužitelj ima još gradiva o temi Nacionalni park Denali |